# PSV Eindhoven
Die PSV Eindhoven (offiziell Eindhovense Voetbalvereniging Philips’ Sport Vereniging) ist ein Fußballverein aus der niederländischen Stadt Eindhoven. Zusammen mit den Erzrivalen Ajax Amsterdam und Feyenoord Rotterdam zählt PSV zu den erfolgreichsten Fußballklubs der Niederlande.

## Geschichte
Die PSV Eindhoven wurde am 31. August 1913 als Werksverein des Philips-Konzerns gegründet. Anfangs war die Fußballabteilung nur eine von vielen im Verein.
In der langen Vereinsgeschichte brachte der Klub viele spätere Weltstars wie Ruud Gullit, Romário, Ronaldo, Luc Nilis, Jaap Stam und Ruud van Nistelrooy hervor. Die Grundlage für spätere Erfolge brachten aber schon Spieler wie Willy van der Kuijlen, Jan van Beveren, Jan Poortvliet und die Van-de-Kerkhof-Brüder (René und Willy), die mit dem Sieg beim UEFA-Pokal 1977/78 den ersten internationalen Titel nach Eindhoven holten.
Der Verein besticht durch ein gutes Scouting-Programm. So werden immer wieder talentierte Spieler, vor allem aus Südamerika, verpflichtet und ausgebildet. So diente die PSV Ronaldo, Eiður Guðjohnsen, Mateja Kežman, Arjen Robben, Park Ji-sung und Lee Young-pyo als Sprungbrett für eine Karriere.
Das Vereinsmotto lautet Eendracht Maakt Macht.

### Anfänge und Einführung des Profifußballes
Seit dem Jahre 1914 nimmt PSV Eindhoven an der niederländischen Liga teil. Im Jahr 1921/22 spielte man zum ersten Mal in der obersten Liga. Seit 1926 spielt PSV durchgehend in der obersten Liga des niederländischen Verbandes. 1955 wurde schließlich auch bei PSV der Profifußball etabliert. Kurze Zeit später scheiterte PSV bei ihrem 1. Europacupspiel in der 1. Runde an SK Rapid Wien.

### Die 1970er Jahre
Mitte und Ende der 1970er Jahre hatte die PSV ein großes Hoch. Es wurde zwei Mal der KNVB-Pokal, drei Mal die Meisterschaft und 1978 der UEFA-Pokal gewonnen, als man im Rückspiel SC Bastia mit 3:0 schlug. Das Hinspiel endete damals 0:0.

### Die Hiddink-Ära, Teil I
Zwischen 1987 und 1990 war Guus Hiddink Trainer bei den Rot-Weißen. Er baute um Spieler wie Ronald Koeman, Eric Gerets, Søren Lerby und Wim Kieft eine schlagkräftige Truppe auf, die auch international für Aufmerksamkeit sorgte. Während der drei Jahre bei der PSV holte Hiddink drei Mal das Double mit Pokal und Meisterschaft. Doch gleich in seiner ersten Saison 1987/88 gelang der größte Erfolg der Klubgeschichte, der Sieg im Europapokal der Landesmeister. Dabei schaffte es die Mannschaft mit nur drei Siegen ins Finale. Die Viertelfinalpartie gegen Girondins Bordeaux und das Halbfinale gegen Real Madrid endeten jeweils 1:1 im Hin- und 0:0 im Rückspiel. Nur auf Grund des auswärts erzielten Tores rückte Eindhoven immer in die nächste Runde. Am 25. Mai 1988 stand die Mannschaft in Stuttgart dem Team von Benfica Lissabon gegenüber. Nachdem selbst die Verlängerung keinen Sieger hervorgebracht hatte – bis dahin war es eine torlose Partie –, musste das Elfmeterschießen entscheiden. Bis zum 6:5 aus PSV-Sicht hatten alle Schützen getroffen. Doch dann war António Veloso der Unglückliche, der den Triumph für die Boeren sicherte und sein Team nach dem verschossenen Elfer in Trauer stürzte.

### Die 1990er Jahre

Eintrittskarte der PSV aus der Saison 1997/98

Bobby Robson trat Hiddinks Erbe 1990 an. Obwohl 1990/91 und 1991/92 zweimal die Meisterschaft gewonnen werden konnte, entließ ihn der Verein nach Ablauf der zweiten Spielzeit. Der Grund dafür waren die bescheidenen Erfolge auf internationaler Ebene. Doch auch innerhalb des Teams gab es Probleme zwischen Robson und dem bereits zum Ende der Hiddink-Ära geholten Romário. Dieser blieb dem Verein noch bis 1993 treu und wechselte anschließend zum FC Barcelona.

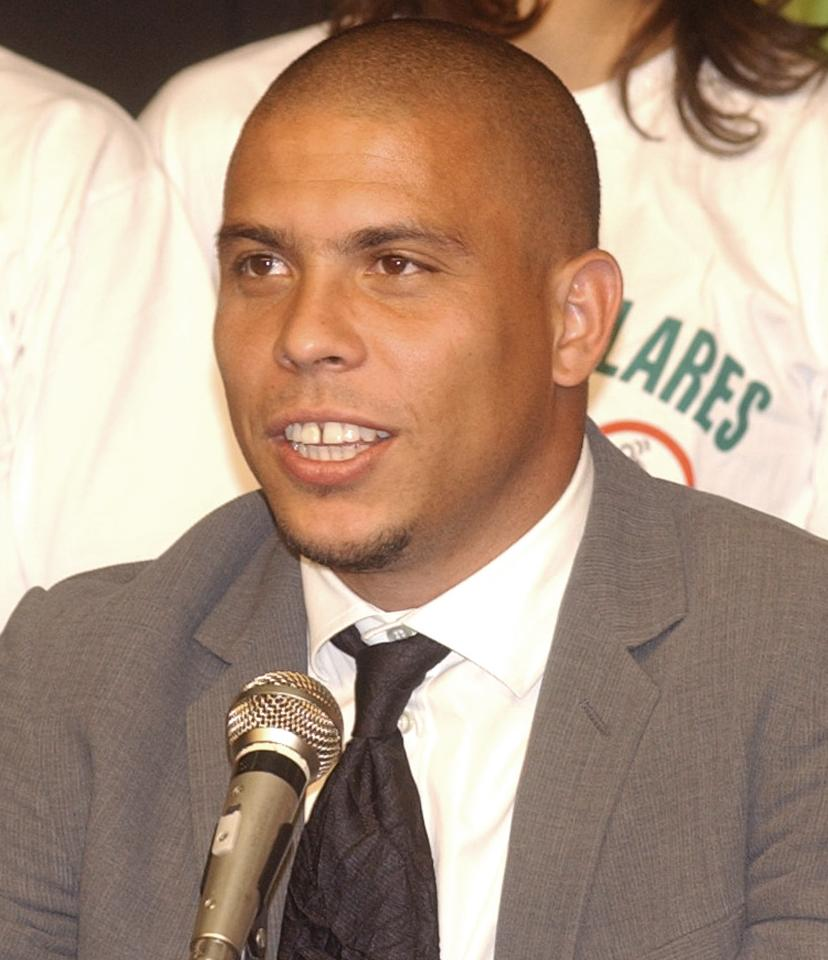
Der ehemalige PSV-Stürmer Ronaldo bei einer Pressekonferenz

Nach Robson wurde Hans Westerhof neuer Trainer, aber nach lediglich Platz 2 in der Liga ein Jahr später durch Aad de Mos ersetzt. Nach der Saison 1993/94 erklärte der seit 1984 im Tor stehende Hans van Breukelen seinen Rücktritt vom Profifußball. Mit ihm ging der Publikumsliebling und einer der Leistungsträger der letzten zehn Jahre. Mit Ronald Waterreus und Stanley Menzo verpflichtete der Verein zwei neue Torhüter, die um den Platz zwischen den Pfosten kämpfen sollten. Der jüngere Waterreus setzte sich durch und hütete für die kommenden zehn Jahre das Tor der PSV. Aad de Mos wurde 1993/94 mit der PSV nur Dritter in der Eredivisie. In seinem zweiten Jahr wurde er bereits im Oktober 1994 durch Kees Rijvers und dieser kurz darauf im Dezember von Dick Advocaat ersetzt. Mit den beiden neuen Stürmern Ronaldo und Luc Nilis wollte man wieder an bessere Zeiten anknüpfen. Ronaldo wurde mit 30 Toren Torschützenkönig der Liga, die PSV wurde aber abgeschlagen hinter Ajax Amsterdam und Roda JC Kerkrade wieder nur Dritter. Das Folgejahr verlief besser. Man wurde Zweiter und schaffte in der UEFA Champions League den Einzug ins Halbfinale. 1996/97 standen Leistungsträger wie Jaap Stam, Phillip Cocu, Wim Jonk, Luc Nilis, Arthur Numan und Boudewijn Zenden im Kader die PSV. Sie holten die Meisterschaft nach einer längeren Durststrecke wieder nach Eindhoven. In der Folgespielzeit stand man wieder im Schatten von Ajax Amsterdam und wurde nur Zweiter. Die Champions League wurde bereits nach der Gruppenphase beendet.

### Umbruch nach der WM 1998
Zur Fußball-Weltmeisterschaft 1998 wurden insgesamt sechs Spieler des Vereins für die niederländische Fußballnationalmannschaft nominiert. Damit stellte die PSV die meisten Spieler aus einer Mannschaft. Die Niederländer schafften es bis ins Halbfinale und die PSV-Spieler weckten das Interesse großer europäischer Top-Klubs. Zur Saison 1998/99 kehrte nur André Ooijer zurück vom Kader der Oranje. Alle anderen unterzeichneten Verträge bei neuen Vereinen. Die Mannschaft änderte darauf ihr Gesicht. Junge Spieler wie Ruud van Nistelrooy wurden verpflichtet und eingebaut und Bobby Robson neuer Trainer. Am letzten Spieltag dieser Saison wurde Platz drei gesichert. Mit Ende der Saison ging dann Trainer Bobby Robson und wurde durch den Belgier Eric Gerets ersetzte. Dieser brachte von seinem Ex-Club FC Brügge Eric Addo mit und holte weitere Leute wie Mark van Bommel, Johann Vogel und Routinier Jan Heintze, welcher bereits zwischen 1982 und 1994 das Trikot des Vereins trug. Die Neuzugänge schlugen gut ein und die PSV konnte seinen 15. Titelgewinn feiern. Das Sturmduo Nistelrooy/Nilis erzielte 48 Tore. In der darauf folgenden Spielzeit wurde dieses Paar durch den Weggang von Luc Nilis zu Aston Villa gesprengt. Außerdem fiel van Nistelrooy wegen einer Verletzung aus. Mit Mateja Kežman fand man einen guten Ersatz und mit Kevin Hofland sowie John de Jong wurden weitere Jungstars verpflichtet. In der Champions League mussten dagegen wieder frühzeitig die Koffer gepackt werden. Durch den dritten Platz in der Gruppenphase erreichte man allerdings die dritte Runde. Die Mannschaft drang daraufhin bis ins Viertelfinale vor, wo das Team auf den 1. FC Kaiserslautern traf. Das Hinspiel verlor die Mannschaft 0:1. Als auch das Rückspiel mit 0:1 verloren ging, stürmten PSV-Anhänger den Platz. Die UEFA verhängte darauf eine Geldstrafe. Außerdem mussten die Rot-Weißen ein Spiel auf neutralem Boden bestreiten. Der Ligatitel wurde verteidigt, doch musste man im Sommer 2001 den Stürmer van Nistelrooy in Richtung Manchester United ziehen lassen. Als Ersatz wurde Jan Vennegoor of Hesselink von Twente Enschede verpflichtet. Zum wiederholten Male wurde nur Platz drei der Gruppenphase der Champions League erreicht, so dass die Philips Sport Vereinigung für die kommende Runde im UEFA-Cup antreten musste. Dort schlug die Mannschaft erst Leeds United und traf dann im ersten internationalen niederländisch-niederländischen Vergleich auf Feyenoord Rotterdam. Beide Spiele endeten 1:1 und erst das Elfmeterschießen entschied für Feyenoord, die sich darauf auf den Weg zum UEFA-Cup-Triumph nicht mehr aufhalten ließen. Auch in der Liga konnte die PSV nicht mehr überzeugen und erreichte nur Platz zwei. Der Vorstand und die Fans verloren das Vertrauen in Eric Gerets und er wurde im Sommer 2002 entlassen.

### Die Rückkehr Hiddinks
Vor der Saison 2002/2003 wurde Guus Hiddink als neuer Trainer präsentiert. Dieser war zuvor Trainer Südkoreas und überraschte während der Fußball-Weltmeisterschaft 2002, indem er mit den Asiaten bis ins Halbfinale vorstieß und dort nur knapp an Deutschland scheiterte. Im Januar 2003 verpflichtete die PSV die beiden südkoreanischen Nationalspieler Park Ji-sung und Lee Young-pyo, die Teil von Hiddinks Kader für die WM waren. Bereits im Sommer 2002 wurde der damals 18-jährige Arjen Robben vom FC Groningen losgeeist. Am Ende stand die PSV 3 Punkte vor Ajax Amsterdam und wurde damit Meister.
2003/04 musste man nochmals Ajax den Vortritt lassen.

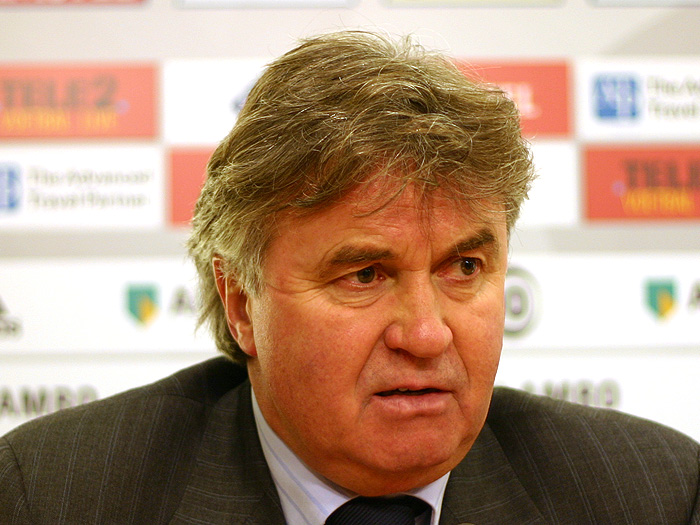
Guus Hiddink im Interview

In der Saison 2004/05 präsentierte sich die PSV wie in besten Zeiten. Zum ersten Mal qualifizierte sich die Mannschaft für die K.O.-Runde der Champions League und kam im Laufe des Wettbewerbs sogar bis ins Halbfinale. Dies kam überraschend, verließen doch Leistungsträger wie Torhüter Ronald Waterreus, Arjen Robben, Dennis Rommedahl und Mateja Kežman bereits im Sommer 2004 den Verein. Mit dem Verteidiger Alex, Torhüter Heurelho Gomes sowie den Stürmern Jefferson Farfán und DaMarcus Beasley taten die PSV-Verantwortlichen wieder gute Einkäufe.
Bevor die PSV im Achtelfinale der Königsklasse den AS Monaco bezwang, setzte man sich in der Gruppenphase gegen Panathinaikos Athen und Rosenborg Trondheim durch. Man schloss die Gruppe punktgleich mit Arsenal London ab, wurde aber nur Gruppenzweiter, da die Londoner den direkten Vergleich für sich entscheiden konnten (1:0 und 1:1). Im Viertelfinale wurde der damalige französische Abonnements-Meister Olympique Lyon im Elfmeterschießen bezwungen. Den entscheidenden Elfmeter für die Niederländer verwandelte der brasilianische Angreifer Robert. Allerdings war im Halbfinale Endstation für das Team von Hiddink, dort unterlag man denkbar knapp dem amtierenden italienischen Meister AC Mailand. Nachdem das Hinspiel in Mailand mit einem enttäuschenden 0:2 geendet hatte, gewann man das Heimspiel mit 3:1. Aufgrund der Auswärtstorregel im Europapokal durfte Milan zum Finale nach Istanbul reisen, die PSV verabschiedete sich vom internationalen Parkett. Auch in den nationalen Wettbewerben lief für die PSV alles nach Plan. Man wurde in der Eredivisie mit 10 Punkten Vorsprung vor dem Hauptkonkurrenten Ajax Amsterdam niederländischer Meister. Auch den KNVB-Pokal staubte man ab, auf dem Weg ins Finale wurden der FC Volendam, der FC Oss und Feyenoord Rotterdam aus dem Weg geräumt, ehe man im Stadion des Rivalen Feyenoord Willem II souverän mit 4:0 besiegte. Somit krönte die Mannschaft von Guus Hiddink eine der erfolgreichsten Saisons der Vereinsgeschichte.
Im Sommer 2005 zog es die Stammkräfte Mark van Bommel, Johann Vogel, Park Ji-sung, Lee Young-pyo und Wilfred Bouma zu anderen Vereinen. Wieder stand die Mannschaft vor einem Umbruch. Erfahrene aber entwicklungsfähige Spieler wie Mika Väyrynen und Timmy Simons wurden verpflichtet und um diese talentierte Fußballer wie Ismaël Aïssati und Ibrahim Afellay aufgestellt. In dieser Saison drang man bis ins Achtelfinale der Champions League vor. Auch der Titel wurde verteidigt. Im Pokalfinale gegen Ajax Amsterdam zog man allerdings den Kürzeren. Dieses war auch das letzte Spiel unter der Leitung von Guus Hiddink.

### Hiddinks Erbe
Ronald Koeman, ehemaliger Spieler bei der PSV, wurde zur Saison 2006/07 Nachfolger Hiddinks. Außerdem wurden die bei der Fußball-Weltmeisterschaft 2006 sich in Szene setzenden Spieler Edison Méndez, aus Ecuador, und Carlos Salcido, aus Mexiko, geholt. Mit den erfahrenen Jan Wouters und Tonny Bruins Slot wurde der Trainerstab erweitert. Die beiden Abgänge André Ooijer und Jan Vennegoor of Hesselink wurden durch Jan Kromkamp und Stürmer Patrick Kluivert ersetzt. Letzterer konnte sich gegenüber dem Top-Sturmduo Jefferson Farfán und Arouna Koné nicht durchsetzen und verließ den Verein nach nur einem Jahr. Bis zum 33. Spieltag lagen die Vereine Ajax Amsterdam, AZ Alkmaar und die PSV Eindhoven mit 72 Punkten gleich auf. Auf Grund der Tordifferenz war der AZ auf dem ersten Platz, Ajax zweiter und PSV als dritter auf Lauerstellung. Durch einen 5:1-Sieg am letzten Spieltag gegen Vitesse Arnheim zogen die Rot-Weißen auf den ersten Tabellenplatz. Alkmaar patzte mit einer 2:3-Niederlage gegen Excelsior Rotterdam und Ajax erzielte bei deren Sieg nicht genügend Treffer und lag mit einem Tor Differenz hinter der PSV. In der Champions League konnte man sich zum dritten Mal in Folge in der Gruppenphase durchsetzen. Im Achtelfinale gelang ein 1:0 und ein 1:1 gegen den FC Arsenal, was für die Qualifikation des Viertelfinals reichte. Dort traf die Mannschaft auf den FC Liverpool. Mit einem Gesamtergebnis von 0:4 aus Hin- und Rückspiel scheiterte die PSV. Koeman wurde darauf von Präsident Schuitema hart kritisiert, blieb aber im Amt. Schuitema wurde kurz darauf von Jan Reker als Präsident des Vereins abgelöst.
Nach dieser Spielzeit und dem zwanzigsten Titelgewinn verließen wichtige Säulen wie Phillip Cocu, Arouna Koné und Alex das Team. Sie hinterließen große Lücken im Mannschaftsverbund. Mike Zonneveld, Kenneth Perez, Danko Lazović und Danny Koevermans wurden verpflichtet, um diese entstandenen Löcher zu stopfen. Vom niederländischen Pokal wurde man suspendiert, nachdem Manuel da Costa für die PSV auflief, obwohl dieser noch eine Sperre aus dem Vorjahr absitzen musste. Coach Koeman kam immer mehr ins Kreuzfeuer, so dass er am 31. Oktober 2007 bekannt gab, den Verein zu verlassen und zum FC Valencia zu wechseln.

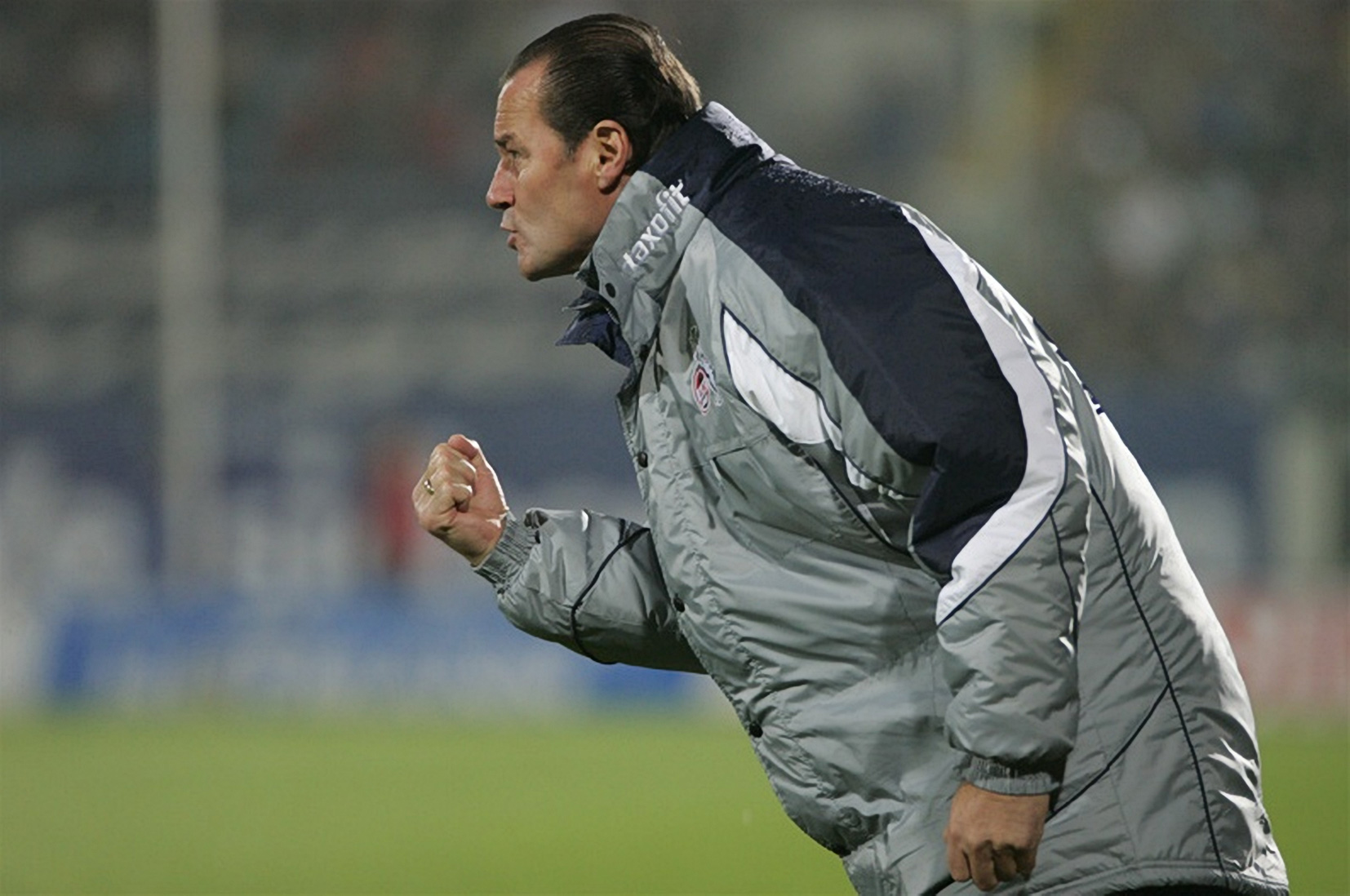
Stevens als Trainer des 1. FC Köln

Die Suche nach einem neuen Trainer gestaltete sich schwer und man musste viele Absagen einstecken. So kam es, dass erst Assistent Jan Wouters und später Sef Vergoossen als Übergangslösung die Position des Chef-Trainers übernahmen. Als neuer Trainer wurde dann schließlich Huub Stevens vorgestellt, der die Mannschaft aber erst ab Sommer 2008 übernehmen konnte. Der ebenso erst im Sommer verpflichtete Kenneth Perez verließ zur Winterpause die Mannschaft und ging zurück zu Ajax Amsterdam. Manuel da Costa zog es zur gleichen Zeit für 4,5 Millionen Euro zur AC Florenz. Im Februar 2008 erklärte John de Jong, im Alter von 30 Jahren, seinen Rücktritt vom Profi-Fußball, auf Grund einer anhaltenden Verletzung. Obwohl Eindhoven mit vielen Problemen während dieser Zeit zu kämpfen hatte, blieben die Erfolge nicht aus. Zwar schaffte man es nur zu Platz 3 in der Gruppenphase der Champions League, drang aber bis ins Viertelfinale des UEFA-Pokals vor, wo man sich dem AC Florenz geschlagen geben musste. Der Ligatitel konnte dagegen zum vierten Mal in Folge verteidigt werden.
Mit Heurelho Gomes ging zur Spielzeit 2008/09 der Publikumsliebling und einer der Garanten für den Erfolg der letzten Jahre. Um entsprechenden Ersatz für den brasilianischen Nationaltorhüter zu bekommen, verpflichtete man Schwedens Nummer 1 Andreas Isaksson von Manchester City. Mit Jefferson Farfán, der zum FC Schalke 04 ging, und Ismaël Aïssati wurden noch vor Stevens’ Ankunft in Eindhoven weitere Säulen des Teams verkauft. Huub Stevens standen für die Saison 2008/09 als Assistenten Jan Wouters, Dwight Lodeweges, Hans Segers und Anton Scheutjens zur Verfügung. Mit Francisco Javier Rodríguez, Erik Pieters, Reimond Manco, Noureddine Amrabat und Jérémie Bréchet hatte der Verein wieder Spieler verpflichtet, die eine gesunde Mischung aus Youngsters und Erfahrenen geben sollten.
Die ersten beiden Spieltage der Saison 2008/09 gab es Siege; das „Projekt Titelverteidigung“ wurde erfolgreich gestartet. Doch mit der 0:1-Niederlage gegen den AZ Alkmaar folgte schnell Ernüchterung; nach einem Wechselspiel zwischen Niederlage und Sieg musste die Mannschaft die Spitzenposition abgeben und rutschte in der Tabelle nach unten. Ende Januar 2009 zog Stevens die Konsequenz aus dieser Berg- und Talfahrt und trat zurück. Zu diesem Zeitpunkt lag PSV auf Platz fünf der Eredivisie, 15 Punkte hinter Spitzenreiter AZ Alkmaar. Unter seinem Nachfolger Dwight Lodeweges verbesserte sich die Mannschaft auf Rang 4 der Abschlusstabelle, was aber immer noch die schlechteste Platzierung des Vereins seit 1981 bedeutet.
In der Saison 2009/10 belegte die PSV Eindhoven mit Fred Rutten als Trainer den dritten Platz. Nachdem die Mannschaft nach dem 25. Spieltag noch ungeschlagen Tabellenführer war, holte sie aus den verbleibenden neun Spielen nur noch 13 Punkte und lag am Ende acht bzw. sieben Punkte hinter Meister Twente Enschede und dem Zweiten Ajax Amsterdam.
Zur neuen Spielzeit ging Eindhoven erneut mit dem Ziel, die Meisterschaft zu gewinnen, in die Saison. Um diese Aufgabe zu erfüllen, wurden Spieler wie Marcelo, Wilfred Bouma, Atiba Hutchinson, Jeremain Lens und Marcus Berg verpflichtet. Frühzeitig schob sich der Klub an die Tabellenspitze. Am 10. Spieltag, dem 24. Oktober 2010, gelang der Mannschaft gegen Feyenoord Rotterdam ein historischer Sieg. Nach einer 2:0-Halbzeitführung überwand die PSV-Offensive noch acht Mal Feyenoord-Torhüter Rob van Dijk und gewann somit 10:0. Bester Schütze war der Brasilianer Jonathan Reis, dem drei Treffer gelangen. Am 12. Spieltag kam es schließlich zum Aufeinandertreffen zwischen dem zweitplatzierten Twente Enschede und der führenden PSV Eindhoven, die bis dahin noch keine Partie verloren. Durch einen Treffer von Nacer Chadli entschied das Enscheder Team die Partie zu ihren Gunsten mit 1:0 und Twente schob sich an der PSV vorbei. Am Ende der Saison belegte Eindhoven den dritten Tabellenplatz und qualifizierte sich damit für die Play-off-Runde der UEFA Europa League 2011/12.
Zu Beginn der Saison 2011/12 geriet der Verein in finanzielle Schieflage. Die Stadt Eindhoven bewilligte im Juni 2011 eine finanzielle Unterstützung in Höhe von 48,4 Mio. Euro. Im Gegenzug gingen Stadion und Trainingsgelände der PSV in den Besitz der Stadt über und der Verein zahlt jährlich 2,3 Mio. Euro Miete für beide Einrichtungen. Mit Hilfe der finanziellen Zuwendung konnte die PSV die Spieler Kevin Strootman und Dries Mertens vom FC Utrecht verpflichten. Von Feyenoord Rotterdam kam zudem Georginio Wijnaldum. Mit einem 3:0-Sieg über Heracles Almelo im Rotterdamer De Kuip gelang es dem Verein, zum neunten Mal den Pokal zu gewinnen. Anschließend gewann die PSV fünf der letzten sechs Spiele, belegte aber nur Platz 3.
Zum Start in die Saison 2012/13 setzte man sich im Supercup mit einem 4:2-Sieg gegen Ajax durch. Anschließend qualifizierte man sich mit einem Gesamtergebnis von 14:0 gegen FK Zeta Golubovci für die UEFA Europa League. Dort scheiterte man als Gruppendritter, blieb dabei aber zumindest gegen die SSC Neapel unbesiegt. Die anderen beiden Gegner waren der Gruppensieger FK Dnipro sowie der AIK Solna. Am Ende reichte es sowohl im Pokal als auch in der Liga jeweils für Platz 2. Im Pokalfinale verlor man mit 1:2 gegen AZ Alkmaar. Vizemeister wurde man nur, da das punktgleiche Feyenoord die wesentlich schlechtere Tordifferenz hatte und die PSV eine Rekordanzahl von 103 Saisontoren erzielte.

### Die Rückkehr von Cocu
Nachdem es unter dem bisherigen Trainer Dick Advocaat nicht lief wie gewünscht, wurde der Trainer der U19 befördert. Phillip Cocu absolvierte bereits sechs Spielzeiten als Spieler für den PSV und betreute auch die erste Mannschaft bereits interimistisch. Als erstes Ziel setzte man sich die Qualifikation zur UEFA Champions League. Nach zwei Siegen über den SV Zulte Waregem (2:0 h; 3:2 a) ging jedoch die Playoff-Runde gegen den AC Mailand verloren (1:1 h; 0:3 a). Die PSV spielte daher in der Europa League, enttäuschte dort jedoch. In Gruppe B reichte es nur zum dritten Platz hinter Ludogorez Rasgrad sowie Tschornomorez Odessa und vor Dinamo Zagreb. Aber auch auf nationaler Ebene überzeugte der Verein nicht ansatzweise wie bisher. Im Pokal scheiterte man überraschend bereits in der dritten Runde am späteren Absteiger Roda JC Kerkrade und in der Liga war nicht mehr als der vierte Platz drin.
Nichtsdestotrotz entschied man sich dazu, Phillip Cocu als Trainer zu behalten. Nach Doppelsiegen über den SKN St. Pölten (1:0 h; 3:2 a) und FK Schachzjor Salihorsk (1:0 h; 2:0 a) gelang zumindest die Qualifikation für die UEFA Europa League 2014/15. In Gruppe E belegte man hinter Dynamo Moskau und vor Estoril Praia sowie Panathinaikos Athen den zweiten Platz und stieg damit in die K.O.-Runde auf. Gegen Zenit St. Petersburg schied man jedoch sehr deutlich mit insgesamt 0:4 im Sechzehntelfinale aus. Am Ende der Saison konnte nach sechs vergeblichen Anläufen jedoch der Meistertitel wieder gesichert werden. Dabei hatte man 17 Punkte Vorsprung auf den Vizemeister Ajax.
In die neue Saison 2015/16 ging es mit dem zehnten Supercup-Titel, den man sich mit einem 3:0-Sieg über den FC Groningen sicherte. Als niederländischer Meister durfte die PSV direkt an der Gruppenphase der UEFA Champions League teilnehmen. Dabei traf man in Gruppe B auf den VfL Wolfsburg, Manchester United und ZSKA Moskau. Hinter den Wolfsburgern reichte es für Platz 2 und den Sprung ins Achtelfinale. Dort gab es ein doppeltes 0:0 gegen Atlético Madrid, doch im Elfmeterschießen unterlag man dem späteren Finalisten schließlich. Der Meistertitel konnte verteidigt werden, da Ajax Amsterdam im letzten Saisonspiel nicht über ein 1:1 beim Tabellenvorletzten De Graafschap hinauskam. Auch der Supercup konnte mit einem 1:0 gegen Feyenoord verteidigt werden.
In der Saison 2016/17 stand erneut die Champions League am Plan. In Gruppe D kam es zum Wiedersehen mit Atlético Madrid, darüber hinaus spielte man gegen den FC Bayern München und den FK Rostow. Die PSV konnte jedoch kein einziges Spiel gewinnen und schied damit als Letztplatzierte aus. Obwohl man – wie auch schon in der Vorsaison – nur zwei Ligaspiele verlor, konnte der Meistertitel nicht erneut verteidigt werden. Am Ende reichte es schließlich nur für den dritten Platz und die Teilnahme an der Qualifikation zur UEFA Europa League 2017/18. Diese verspielte man jedoch überraschend mit zwei 0:1-Niederlagen gegen den kroatischen Vertreter NK Osijek.

### Gegenwart
Nachdem man in der Saison 2017/18 zum dritten Mal in vier Jahren Meister wurde, zog es Phillip Cocu im Juni 2018 nach Fenerbahçe Istanbul. Neuer Trainer der PSV wurde Mark van Bommel, der ebenso für sechs Jahre als Spieler bei den Eindhovnern spielte. Der Titel im Supercup wurde nach einem 0:0 im Elfmeterschießen gegen Feyenoord vergeben, jedoch gelang nach zwei Siegen über BATE Baryssau (3:2 a; 3:0 h) die Qualifikation zur UEFA Champions League 2018/19. Während man in einer schwierigen Gruppe B gegen den FC Barcelona, Inter Mailand und Tottenham Hotspur als Letztplatzierter, hielt man sich in der Liga bis Anfang Dezember ungeschlagen. Erst durch eine 1:2-Niederlage gegen Feyenoord am 14. Spieltag war diese Ungeschlagenenserie beendet. Am Ende reichte es um drei Punkte nur für die Vizemeisterschaft hinter Ajax.
In der Qualifikation zur UEFA Champions League 2019/20 scheiterte man nach einem 3:2-Hinspielsieg und einer 1:2-Niederlage im Rückspiel nur aufgrund der Auswärtstorregel am FC Basel. Dafür gelang nach Erfolgen über FK Haugesund (1:0 a; 0:0 h) und Apollon Limassol (3:0 h; 4:0 a) die Qualifikation zur UEFA Europa League. In Gruppe C startete man mit zwei Siegen über Sporting Lissabon sowie Rosenborg Trondheim. Jedoch blieb man gegen den LASK mit 0:0 und 1:4 erfolglos, womit sich ein Leistungsabfall einleitete, der letztlich den Einzug in die K.O.-Runde kostete. Auf ein 1:1 gegen den Gruppenletzten Rosenborg folgte eine 1:3-Niederlage in der Liga gegen Feyenoord. Damit waren die Tage für Mark van Bommel als PSV-Trainer gezählt. Interimistisch übernahm Ernest Faber, dessen Amtszeit jedoch nur bis März 2020 andauerte, da die Saison aufgrund der COVID-19-Pandemie unterbrochen und nicht mehr beendet wurde. Zu diesem Zeitpunkt stand die PSV auf einem enttäuschenden vierten Platz, der aber immerhin zur Teilnahme an der Qualifikation zur UEFA Europa League 2020/21 genügte.
Zur Saison 2020/21 übernahm der deutsche Trainer Roger Schmidt beim PSV das Zepter. Mit ihm gelang die Europa-League-Qualifikation, die damals aufgrund der Pandemie auf ein Spiel pro Runde gekürzt wurde, gegen NŠ Mura (5:1) und Rosenborg Trondheim (2:0). In Gruppe E wurde die PSV vor dem FC Granada, PAOK Thessaloniki und Omonia Nikosia Gruppensieger und stieg damit ins Sechzehntelfinale auf. Dort musste man sich jedoch Olympiakos Piräus nach einer 2:4-Hinspielniederlage und einem anschließenden 2:1-Heimsieg geschlagen geben. Der PSV gelang schlussendlich zumindest der zweite Platz in der Liga, jedoch mit 16 Punkten Rückstand auf Ajax. Der Meister konnte jedoch im Supercup mit 4:0 deutlich geschlagen werden.
In der Saison 2021/22 spielte die PSV in den Qualifikationsspielen der UEFA Champions League mit. Nachdem man die Hürden Galatasaray Istanbul (5:1 h; 2:1 a) und FC Midtjylland (3:0 h; 1:0 a) deutlich überwinden konnte, musste man sich in der Playoff-Runde Benfica Lissabon geschlagen geben (1:2 a; 0:0 h). In Gruppe B der UEFA Europa League stieß man auf die AS Monaco, Real Sociedad und Sturm Graz. Am letzten Spieltag verlor man gegen La Real mit 0:3 und verspielte somit den Aufstieg in die K.O.-Runde. Als Drittplatzierter durfte die PSV aber in der neu gegründeten UEFA Europa Conference League weiterspielen. Im Sechzehntelfinale setzte man sich knapp gegen Maccabi Tel Aviv durch. Auf einen 1:0-Heimsieg folgte im Rückspiel ein 1:1 in der Fremde. Der FC Kopenhagen sollte sich als unangenehmer Gegner im Achtelfinale herausstellen. Das Hinspiel in Eindhoven endete mit 4:4, anschließend setzte man sich auswärts mit 4:0 durch. Damit ging es ins Viertelfinale gegen die Überraschungsmannschaft Leicester City. Im Hinspiel gab es ein 0:0, anschließend setzte es zuhause eine 1:2-Niederlage. Unmittelbar danach gelang aber der Sieg im Pokalfinale. Ein 2:1-Sieg über Ajax brachte nach zehn Jahren Wartezeit den zehnten Pokalsieg ein. Jedoch verpasste man um nur zwei Punkte den Meistertitel, der wiederum an Ajax ging.
Zur Saison 2022/23 zog es Roger Schmidt nach Benfica. Nachfolger wurde Ruud van Nistelrooy, der bereits als Spieler für die PSV spielte. Mit ihm gelang in einem spektakulären Spiel gegen Ajax, das mit 5:3 gewonnen werden konnte, die Verteidigung des Supercup-Titels. In der Qualifikation zur UEFA Champions League konnte man zwar die AS Monaco bezwingen (1:1 a; 3:2 h), jedoch scheiterte man in der Playoff-Runde an den Glasgow Rangers (2:2 a; 0:1 h). Der Klub spielte daher in der Gruppenphase der UEFA Europa League. Dabei traf man in Gruppe A auf den FC Arsenal, den FK Bodø/Glimt und den FC Zürich, gegen die man mit einer starken Bilanz von 13 Punkten den zweiten Platz hinter den Londonern belegen konnte. Dabei musste das Hinspiel gegen Arsenal aufgrund des Todes von Queen Elizabeth II. um fünf Wochen verschoben werden, sodass das Rückspiel nur eine Woche später stattfand. Im Sechzehntelfinale unterlag man knapp dem späteren Sieger FC Sevilla. Nach einer 0:3-Niederlage in Spanien reichte ein 2:0-Heimsieg nicht aus. Dafür konnte man auf nationaler Ebene erneut überzeugen. Der Pokal konnte nach einem 1:1 gegen Ajax im Elfmeterschießen verteidigt werden. In der Liga reichte es erneut nur für die Vizemeisterschaft.
Für die Saison 2023/24 übernahm Peter Bosz den Posten als PSV-Trainer und führte den Verein durch einen 1:0-Sieg über Feyenoord zum dritten Supercup-Titel in Folge. In der Qualifikation zur UEFA Champions League setzte man sich deutlich gegen Sturm Graz durch (4:1 h; 1:3 a). Anschließend folgte in der Playoff-Runde die gelungene Rache gegen die Glasgow Rangers (2:2 a; 5:1 h). In Gruppe B traf die PSV auf die alten Bekannten FC Arsenal und FC Sevilla sowie auf den RC Lens. Mit dem zweiten Platz hinter den Londonern ging es ins Achtelfinale, wo man nach einem 1:1 im Hinspiel gegen den späteren Finalisten Borussia Dortmund im Rückspiel 0:2 verlor. Ansonsten war die Saisonbilanz sensationell. In der Liga konnte man in der Hinrunde alle 17 Spiele gewinnen. Grundsätzlich gab es die einzige Niederlage in der Liga durch ein 1:3 gegen den NEC Nijmegen. Den 25. Meistertitel ergatterte man mit einer sensationellen Bilanz von 91 Punkten und 111 Saisontreffern. Damit übertraf man den vereinsinternen Rekord von 103 Toren aus der Saison 2012/13, jedoch nicht den allgemeinen Eredivisie-Rekord von 119 Toren, den Ajax in der Saison 2018/19 aufstellte. Wettbewerbsübergreifend verlor die PSV Eindhoven gerade mal vier Spiele, womit von einer der besten Saisons im 21. Jahrhundert gesprochen werden kann.

## Logohistorie

1913–1970
1970–1980
1980–1990

## Stadion
Die PSV Eindhoven trägt ihre Heimspiele im 35.000 Zuschauer fassenden Philips Stadion (unweit des Hauptbahnhofs von Eindhoven) aus. Die Vereinsfarben sind Rot und Weiß, die Mannschaft spielt in rot-weiß längsgestreiften Hemden und schwarzen Hosen.

## PSV NV
Die professionelle Fußballabteilung ist seit dem 1. Juli 1999 in eine Aktiengesellschaft (niederländisch naamloze vennootschap, kurz NV), die PSV NV, ausgegliedert. Der Verein ist an der NV beteiligt.

## Sonstiges
- Seitdem im Jahre 1982 Trikotwerbung vom niederländischen Verband KNVB erlaubt wurde, tragen PSV-Spieler das Logo oder den Namen von Philips auf dem Trikot. Erst in der Saison 2011/12 gab es einen weiteren Trikotsponsor: auf dem Rücken prangte über der Spielernummer der Schriftzug des Online-Finanzdienstleisters freo, einer Marke des Finanzdienstleisters De Lage Landen, der wiederum eine hundertprozentige Tochter der Rabobank Groep ist.[9] Seit der Saison 2016/17 ist der Energieversorger Energiedirect.nl neuer Trikotsponsor anstelle von Philips.[10]
- Zwischen der PSV Eindhoven und dem Stadtrivalen FC Eindhoven herrscht eine sehr große Rivalität, was beide nicht davon abhielt, mit dem PSV/FC Eindhoven ein gemeinsames Frauenfußballteam aufzustellen, welches bis 2012 in der BeNe League spielte. Seit der Saison 2015/16 firmiert dieses Team unter dem Namen PSV Eindhoven.[11]

## Erfolge
- Europapokal-der-Landesmeister-Sieger: 1988
- UEFA-Pokal-Sieger: 1978
- Niederländischer Meister (26): 1929, 1935, 1951, 1963, 1975, 1976, 1978, 1986, 1987, 1988, 1989, 1991, 1992, 1997, 2000, 2001, 2003, 2005, 2006, 2007, 2008, 2015, 2016, 2018, 2024, 2025
- Niederländischer Pokalsieger (11): 1950, 1974, 1976, 1988, 1989, 1990, 1996, 2005, 2012, 2022, 2023
- Niederländischer Supercupsieger (15): 1992, 1996, 1997, 1998, 2000, 2001, 2003, 2008, 2012, 2015, 2016, 2021, 2022, 2023, 2025

## Eredivisie-Kader 2025/26
Stand: 31. Mai 2025
| Nr.        | Nat.                    | Name                | Geburtstag | im Verein seit | Vertrag bis |     |
| Tor        | Tor                     | Tor                 | Tor        | Tor            | Tor         | Tor |
| ---------- | ----------------------- | ------------------- | ---------- | -------------- | ----------- | --- |
| 01         | Niederlande             | Nick Olij           | 01.08.1995 | 2025           | 2029        |     |
| 24         | Niederlande             | Niek Schiks         | 03.02.2004 | 2024           | 2027        |     |
| 32         | Tschechien              | Matěj Kovář         | 17.05.2000 | 2025           | 2026        |     |
|            | Abwehr                  |                     |            |                |             |     |
| 03         | Spanien                 | Yarek Gąsiorowski   | 12.01.2005 | 2025           | 2030        |     |
| 04         | Niederlande             | Armando Obispo      | 05.03.1999 | 2017           | 2027        |     |
| 06         | Niederlande             | Ryan Flamingo       | 31.12.2002 | 2024           | 2029        |     |
| 08         | Vereinigte Staaten      | Sergiño Dest        | 03.11.2000 | 2023           | 2028        |     |
| 17         | Brasilien               | Mauro Júnior        | 06.05.1999 | 2018           | 2029        |     |
| 25         | Frankreich              | Kiliann Sildillia   | 16.05.2002 | 2025           | 2030        |     |
| 39         | Burkina Faso            | Adamo Nagalo        | 22.09.2002 | 2024           | 2029        |     |
| Mittelfeld |                         |                     |            |                |             |     |
| 20         | Niederlande             | Guus Til            | 22.12.1997 | 2022           | 2026        |     |
| 22         | Niederlande             | Jerdy Schouten      | 12.01.1997 | 2023           | 2028        |     |
| 23         | Niederlande             | Joey Veerman        | 19.11.1998 | 2022           | 2028        |     |
| 26         | Niederlande             | Isaac Babadi        | 06.04.2005 | 2023           | 2028        |     |
| 28         | Niederlande             | Tygo Land           | 11.01.2006 | 2024           | 2029        |     |
| 34         | Marokko                 | Ismael Saibari      | 28.01.2001 | 2022           | 2029        |     |
| Sturm      |                         |                     |            |                |             |     |
| 05         | Kroatien                | Ivan Perišić        | 02.02.1989 | 2024           | 2025        |     |
| 07         | Niederlande             | Ruben van Bommel    | 03.08.2004 | 2025           | 2030        |     |
| 09         | Vereinigte Staaten      | Ricardo Pepi        | 09.01.2003 | 2023           | 2030        |     |
| 14         | Frankreich              | Alassane Pléa       | 10.03.1993 | 2025           | 2028        |     |
| 19         | Bosnien und Herzegowina | Esmir Bajraktarević | 10.03.2005 | 2025           | 2029        |     |
| 21         | Marokko                 | Couhaib Driouech    | 09.01.2003 | 2024           | 2029        |     |
| 27         | Rumänien                | Dennis Man          | 26.08.1998 | 2025           | 2029        |     |

### Trainerstab
Stand: 20. Juli 2025
- Peter Bosz, Cheftrainer
- Rob Maas, Co-Trainer
- André Ooijer, Co-Trainer
- Peter Lucius, Co-Trainer
- Kevin Begois, Torwarttrainer
- Rob van Hunnik, Physiotherapeut

## Bekannte ehemalige Spieler
| Torhüter - Jan van Beveren - Hans van Breukelen - Pim Doesburg - Heurelho Gomes - Georg Koch - Lieuwe Steiger - Ronald Waterreus - Andreas Isaksson - Patrick Lodewijks | Abwehrspieler - Berry van Aerle - Alex - Ernie Brandts - Toon Brusselers - Eric Gerets - Jan Heintze - Erwin Koeman - Ronald Koeman - Adick Koot - Adrie van Kraay - Kees Krijgh - Young-Pyo Lee - Björn Nordqvist - Arthur Numan - André Ooijer - Jan Poortvliet - Berend Scholtens - Huub Stevens - Jaap Stam - Pleun Strik - Stan Valckx - Roel Wiersma | Mittelfeldspieler - Arjen Robben - Ibrahim Afellay - Mark van Bommel - Orlando Engelaar - Phillip Cocu - Piet Fransen - René van der Gijp - Ruud Gullit - Mario Götze - Jung-Moo Huh - Wim Jonk - Willy van de Kerkhof - Sören Lerby - Edward Linskens - Ton Lokhoff - Memphis Depay - Ji-Sung Park - Gheorghe Popescu - Timmy Simons - Ovidiu Stîngă - Hallvar Thoresen - Michel Valke - Gerald Vanenburg - Johann Vogel - Georginio Wijnaldum - Boudewijn Zenden | Stürmer - Jan van den Broek - Arnold Jan Bruggink - Coen Dillen - Ralf Edström - Jefferson Farfán - René van de Kerkhof - Pierre Kerkhoffs - Mateja Kežman - Wim Kieft - Patrick Kluivert - Jurrie Koolhof - Willy van der Kuijlen - Harry Lubse - Luc Nilis - Ruud van Nistelrooy - Romário - Dennis Rommedahl - Ronaldo - Jan Vennegoor of Hesselink - Eran Zahavi |
| | | | |

## Top 10 nach Einsätzen und Toren
(Stand: 16. Dezember 2009; nur Liga-Spiele)
| Einsätze                          | Einsätze              | Einsätze             | Einsätze |
| --------------------------------- | --------------------- | -------------------- | -------- |
| 1                                 | Willy van der Kuijlen | 1964–1981            | 528      |
| 2                                 | Jan Heintze           | 1982–1994, 1999–2003 | 425      |
| 3                                 | Willy van de Kerkhof  | 1973–1988            | 418      |
| 4                                 | Berend Scholtens      | 1937–1955            | 388      |
| 5                                 | Lieuwe Steiger        | 1942–1957, 1959      | 383      |
| 6                                 | Coen Dillen           | 1949–1961            | 328      |
| 7                                 | Roel Wiersma          | 1954–1965            | 316      |
| 8                                 | Piet Fransen          | 1948–1960            | 310      |
| 9                                 | Adrie van Kraay       | 1971–1982            | 309      |
| 10                                | Hans van Breukelen    | 1984–1994            | 308      |
| * = noch beim PSV Eindhoven aktiv |                       |                      |          |

| Tore                              | Tore                  | Tore                 | Tore |
| --------------------------------- | --------------------- | -------------------- | ---- |
| 1                                 | Willy van der Kuijlen | 1964–1981            | 308  |
| 2                                 | Coen Dillen           | 1949–1961            | 288  |
| 3                                 | Piet Fransen          | 1948–1960            | 210  |
| 4                                 | Jan van den Broek     | 1927–1937            | 154  |
| 5                                 | Luc Nilis             | 1994–2000            | 110  |
| 6                                 | Hallvar Thoresen      | 1981–1988            | 106  |
| 7                                 | Mateja Kežman         | 2000–2004            | 105  |
| 8                                 | Romário               | 1988–1993            | 98   |
| 9                                 | Wim Kieft             | 1987–1990, 1991–1994 | 89   |
| 10                                | René van de Kerkhof   | 1973–1983            | 85   |
| * = noch beim PSV Eindhoven aktiv |                       |                      |      |

## Trainerhistorie
Bei der PSV Eindhoven gab es bisher 44 Trainerperioden. Bisher waren zwölf Trainer Ausländer. Die Engländer Bobby Robson und Sam Wadsworth, der Jugoslawe Ljubiša Broćić sowie die Niederländer Jan Reker und Guus Hiddink trainierten die Mannschaft als einzige in zwei unterschiedlichen Zeiträumen. Mit acht Jahren in Folge hatte Kees Rijvers die meisten aufeinanderfolgenden Dienstjahre als Übungsleiter der PSV. Insgesamt neun Jahre betreute Sam Wadsworth das Team, allerdings verteilt auf zwei Perioden. Kurt Linder war zwischen 1968 und 1972 der erste Deutsche, der die Mannschaft leitete, mit Roger Schmidt folgte im Sommer 2020 erstmals ein Landsmann.
| Amtszeit  | Nat.                                           | Trainer            |
| --------- | ---------------------------------------------- | ------------------ |
| 1914–1916 | Niederlande                                    | Kees Meijnders     |
| 1920–1921 | Niederlande                                    | Wout Buitenweg     |
| 1921–1922 | Niederlande                                    | Jan Vos            |
| 1922–1926 | England                                        | John Leavy         |
| 1926–1927 | Niederlande                                    | Ben Hoogstede      |
| 1927–1928 | Osterreich                                     | Ignaz Klein        |
| 1928–1929 | Niederlande                                    | Joop Klein Wentink |
| 1929–1929 | England                                        | Jack Hall          |
| 1935–1938 | England                                        | Sam Wadsworth      |
| 1938–1942 | Niederlande                                    | Jan van den Broek  |
| 1942–1945 | Niederlande                                    | Coen Delsen        |
| 1945–1951 | England                                        | Sam Wadsworth      |
| 1951–1952 | Niederlande                                    | Harry Topping      |
| 1952–1956 | Niederlande                                    | Huub de Leeuw      |
| 1956–1957 | Jugoslawien Sozialistische Föderative Republik | Ljubiša Broćić     |
| 1957–1958 | England                                        | George Hardwick    |
| 1958–1959 | Niederlande                                    | Cees van Dijcke    |

| Amtszeit  | Nat.                                           | Trainer           |
| --------- | ---------------------------------------------- | ----------------- |
| 1959–1960 | Jugoslawien Sozialistische Föderative Republik | Ljubiša Broćić    |
| 1960–1962 | Osterreich                                     | Franz Binder      |
| 1962–1967 | Niederlande                                    | Bram Appel        |
| 1967      | Jugoslawien Sozialistische Föderative Republik | Milan Nikolic     |
| 1967–1968 | Niederlande                                    | Wim Blokland      |
| 1968–1972 | Deutschland                                    | Kurt Linder       |
| 1972–1980 | Niederlande                                    | Kees Rijvers      |
| 1980      | Niederlande                                    | Jan Reker         |
| 1980–1983 | Niederlande                                    | Thijs Libregts    |
| 1983–1986 | Niederlande                                    | Jan Reker         |
| 1986–1987 | Niederlande                                    | Hans Kraay senior |
| 1987–1990 | Niederlande                                    | Guus Hiddink      |
| 1990–1992 | England                                        | Bobby Robson      |
| 1992–1993 | Niederlande                                    | Hans Westerhof    |
| 1993–1994 | Niederlande                                    | Aad de Mos        |
| 1994      | Niederlande                                    | Kees Rijvers      |
| 1994–1998 | Niederlande                                    | Dick Advocaat     |

| Amtszeit  | Nat.        | Trainer                |
| --------- | ----------- | ---------------------- |
| 1998–1999 | England     | Bobby Robson           |
| 1999–2002 | Belgien     | Eric Gerets            |
| 2002–2006 | Niederlande | Guus Hiddink           |
| 2006–2007 | Niederlande | Ronald Koeman          |
| 2007      | Niederlande | Jan Wouters            |
| 2008      | Niederlande | Sef Vergoossen         |
| 2008–2009 | Niederlande | Huub Stevens           |
| 2009      | Niederlande | Dwight Lodeweges       |
| 2009–2012 | Niederlande | Fred Rutten            |
| 2012      | Niederlande | Phillip Cocu (interim) |
| 2012–2013 | Niederlande | Dick Advocaat          |
| 2013–2018 | Niederlande | Phillip Cocu           |
| 2018–2019 | Niederlande | Mark van Bommel        |
| 2019–2020 | Niederlande | Ernest Faber (interim) |
| 2020–2022 | Deutschland | Roger Schmidt          |
| 2022–2023 | Niederlande | Ruud van Nistelrooy    |
| seit 2023 | Niederlande | Peter Bosz             |

## Jong PSV
Jong PSV ist die zweite Mannschaft des Vereins und funktioniert als eigenständiges Team. Sie trägt ihre Heimspiele auf dem PSV Campus De Herdgang aus, zu einigen Gelegenheiten finden auch Spiele im Philips Stadion, dem Stadion der ersten Mannschaft, oder im Jan-Louwers-Stadion, der Spielstätte des Stadtrivalen FC Eindhoven, statt. Die Mannschaft spielte bis zu deren Auflösung im Jahr 2016 in der Beloften Eredivisie, einer Liga, in der ausschließlich Zweitvertretungen von größeren Klubs gegeneinander antraten, und wurde viermal (1997, 2000, 2010 und 2011) Meister. Seit der Saison 2013/14 spielt Jong PSV nach dem Aufstieg in der zweitklassigen, professionellen Eerste Divisie, ist aber wie alle anderen Reserveteams nicht aufstiegsberechtigt. Aufgrund der professionellen Struktur der Liga innerhalb der Ligenpyramide des KNVB und der semi-professionellen Ausrichtung von Jong PSV kann nicht mehr ohne weiteres ein Spieleraustausch zwischen PSV und Jong PSV stattfinden wie noch zu der Zeit in der „Reserveliga“. Dies ist lediglich innerhalb der Sommer- und Wintertransferfenster möglich, eine Ausnahmeregelung greift bei Spielern, die noch weniger als 15 Spiele für die Profis absolviert haben.